# Sphenorhina rubra
Sphenorhina rubra är en insektsart som först beskrevs av Linne 1758.  Sphenorhina rubra ingår i släktet Sphenorhina och familjen spottstritar. Inga underarter finns listade i Catalogue of Life.